# Leptolalax croceus
Leptolalax croceus es una especie de anfibio anuro de la familia Megophryidae.

## Distribución geográfica
Esta especie es endémica de la provincia de Kon Tum en Vietnam.
Su presencia es incierta en Laos.

## Publicación original
- Rowley, Hoang, Le, Dau & Cao, 2010 : A new species of Leptolalax (Anura: Megophryidae) from Vietnam and further information on Leptolalax tuberosus. Zootaxa, n.º 2660, p. 33-45.[4]